# Colditz – Flucht in die Freiheit
Colditz – Flucht in die Freiheit ist der Titel eines zweiteiligen britischen Fernsehfilms von 2005, dessen Handlung auf einer wahren Begebenheit beruht und während der Zeit des Zweiten Weltkriegs spielt.

## Handlung
In London verabschiedet sich der junge britische Soldat Jack Rose während des Zweiten Weltkrieges von seiner Geliebten Lizzie Carter, um kurz danach an die Front versetzt zu werden. Er kommt in deutsche Kriegsgefangenschaft und wird zunächst in das Lager Lindele nach Biberach an der Riß gebracht. Hier gelingt es ihm, eines Nachts mit einigen anderen Soldaten zu fliehen. Zusammen mit seinen Offizierskollegen Nicholas McGrade und Tom Willis gibt es für ihn nur ein Ziel: die neutrale rettende Schweiz.
Kurz vor der Grenze werden die drei von deutschen Soldaten entdeckt. Während McGrade in letzter Sekunde die Flucht gelingt, werden Rose und Willis erneut gefangengesetzt. Man bringt die beiden ins Schloss Colditz (Oflag IV-C), das, so wird es von den Deutschen propagiert, ausbruchsicherste Gefängnis Deutschlands.
Hier werden im Lauf der Zeit auch Soldaten anderer feindlicher Länder, darunter Kanadier, Belgier und Franzosen interniert, darunter auch der kanadische Pilot Rhett Barker. Zusammen mit Willis und Rose plant dieser einen Ausbruch nach dem anderen. Auch bleibt es nicht nur bei der Planung, sondern es kommt auch zu spektakulären Ausbruchsversuchen, darunter auch durch die Kanalisation, oder über die Außenmauer. Doch in letzter Sekunde werden die Männer von den deutschen Soldaten gefangen und zur Strafe je einen Monat in Einzelhaft gesteckt.
In England wird McGrade von der Propaganda benutzt und als erster britischer Soldat gefeiert, dem eine Flucht aus einem deutschen Gefangenenlager gelang. Er macht Karriere, wird zum Lieutenant befördert, und erhält eine Anstellung beim MI9. Auch nimmt er sich Lizzie Carters an, die beim Zivilen Luftschutz arbeitet. Er verliebt sich in Lizzie und ignoriert zunächst, dass sie in Jack verliebt ist. Doch als sie jede Liebesbekundung zurückweist, fasst McGrade einen folgenschweren Entschluss, fälscht ein Dokument und täuscht so den Tod von Jack vor. Zunächst geht alles gut, bis es immer mehr Soldaten gelingt, aus Colditz zu fliehen, die nichts von Jacks Tod wissen. McGrade, der buchstäblich über Leichen geht, bringt daraufhin einen von ihnen, Captain Sawyer, um.
In Colditz spitzt sich die Situation dramatisch zu. Jack, der durch einen Brief Captain Sawyers erfährt, was McGrade in London inszeniert, wagt einen letzten Ausbruchsversuch, der überraschend gelingt. Über Fluchthelfer gelangt er nach Warschau und kommt dort bei einer polnischen Familie unter, die mit den Briten zusammenarbeitet. McGrade, der davon erfährt, wagt einen letzten Versuch, seinen Nebenbuhler kaltzustellen, und denunziert die Familie an die Nazis. Jack kann in letztem Augenblick entkommen. Zurück in England kommt es zur Konfrontation der beiden Männer. Der MI9, der den Mörder Captain Sawyers ermitteln konnte, stellt McGrade, der daraufhin erschossen wird. Jack und Lizzie kommen einander nur langsam wieder näher.

## Hintergrundinformationen
Der Film, der an Schauplätzen in Kutná Hora (Tschechien) und London gedreht wurde, erzählt von versuchten und auch geglückten Ausbrüchen, die es in Colditz im Lauf des Krieges immer wieder gegeben hat. So entkamen allein am 7. November 1940 sechs britische Soldaten. Der berühmteste Flüchtling, Airey Neave, wurde später Adjutant bei den Nürnberger Prozessen.
Dennoch wurden für den Film fiktive Charaktere und auch eine ebenso frei erfundene Liebesgeschichte geschaffen. Ebenso fiktiv sind die Namen der im Film zu sehenden deutschen Soldaten. So hieß der Kommandant von Colditz Max Schmidt, und nicht Fritz Werner. Auch gab es drei aufeinander folgende Kommandanten, und nicht nur einen. So sind auch einige historische Fehler im Film nicht auszuschließen.
Die beiden Hauptdarsteller Damian Lewis und Tom Hardy standen bereits in Band of Brothers – Wir waren wie Brüder gemeinsam vor der Kamera. James Fox und Laurence Fox sind im realen Leben Vater und Sohn.